# Videodrome
Videodrome és una pel·lícula de ciència-ficció de terror corporal de 1983 escrita i dirigida per David Cronenberg i protagonitzada per James Woods, Sonja Smits i Debbie Harry. Ambientada a Toronto a principis de la dècada de 1980, segueix el director general d'una petita estació de televisió en UHF que es troba amb un senyal d'emissió de pel·lícula snuff. Capes d'engany i conspiració de control mental es desenvolupen mentre intenta descobrir la font del senyal.
Distribuït per Universal Pictures, Videodrome va ser la primera pel·lícula de Cronenberg a obtenir el suport de qualsevol estudi important de Hollywood. Amb el pressupost més alt de qualsevol de les seves pel·lícules fins ara, la pel·lícula va ser un fracàs de taquilla, recuperant només 2,1 milions de dòlars d'un pressupost de 5,9 milions de dòlars. La pel·lícula va rebre elogis pels efectes especials de maquillatge, la direcció de Cronenberg, les actuacions de Woods i Harry, la seva estètica "tecno-surrealista" i els seus temes críptics i psicosexual. Cronenberg va guanyar el premi Millor Direcció i va ser nominat a set premis més als 5ns Premis Genie.
Ara considerada un clàssic de culte, la pel·lícula ha estat citada com una de les millors de Cronenberg i un exemple clau dels gèneres de terror corporal i terror de ciència-ficció.

## Argument
Max Renn és el president de CIVIC-TV, una estació de televisió en UHF de Toronto especialitzada en programació sensacionalista. Harlan, l'operador de la antena parabòlica no autoritzada de CIVIC-TV, mostra a Max Videodrome. Suposadament emès des de Malàisia, és un programa sense trama que representa víctimes torturades violentament i finalment assassinades. Creient que aquest és el futur de la televisió, Max ordena a Harlan que comenci a utilitzar el programa sense llicència.
Nicki Brand, una locutora de ràdio sadomasoquista que s'involucra sexualment amb Max, s’excita per un episodi de Videodrome. En assabentar-se que en realitat s'emet des de Pittsburgh, va a una audició per a l'espectacle però no torna mai més. Max contacta amb Masha, una pornògrafa softcore, i li demana que l'ajudi a investigar Videodrome. A través de Masha, Max s'assabenta que el metratge és real i és la "cara" pública d'un moviment polític. Masha li informa a més que l'enigmàtic teòric dels mitjans Brian O'Blivion sap sobre Videodrome.
Max rastreja O'Blivion fins a un alberg per a persones sense sostre on els vagabunds participen en sessions de marató de televisió. Descobreix que la filla d'O'Blivion, Bianca, dirigeix la missió, ajudant a la visió del seu pare d'un món on la televisió substitueix la vida quotidiana. Més tard, Max veu una cinta de vídeo d'O'Blivion explicant que Videodrome és un camp de batalla sociopolític en el qual s'està lluitant una guerra per controlar les ments de la gent d'Amèrica del Nord. En Max llavors al·lucina que Nicki li parli directament i fa que la seva televisió s'onduli mentre besa la pantalla. Pertorbat, Max torna al refugi d'O'Blivion. Bianca li diu que Videodrome porta un senyal d'emissió que provoca tumor cerebral maligne. O'Blivion ho considera part de la seva visió, i les al·lucinacions són una forma superior de realitat. Quan O'Blivion va descobrir que s'havia d'utilitzar amb finalitats malèvoles, va intentar aturar els seus socis només per ser assassinats per la seva pròpia invenció. L'any anterior a la seva mort, O'Blivion va gravar desenes de milers de vídeos, que ara són la base de les seves aparicions televisives.
Més tard aquella nit, Max al·lucina posant la seva pistola en una ranura del seu abdomen. És contactat pel productor de Videodrome, Barry Convex de la Spectacular Optical Corporation, una empresa d'ulleres que fa de tapadera per a una empresa d'armes, fa servir un dispositiu per gravar les fantasies de Max. Aleshores, Max es desperta i troba el cadàver de la Masha al seu llit. Ell truca frenèticament a Harlan per fotografiar el cos com a prova, però, poc després d'arribar, el seu cos ha desaparegut.
Amb ganes de veure l'última emissió de Videodrome, Max es troba amb Harlan al seu estudi. Harlan revela que ha estat treballant amb Convex per reclutar en Max per a la seva causa. Pretenen acabar amb la decadència cultural d'Amèrica del Nord utilitzant Videodrome per matar qualsevol persona massa obsessionada amb el sexe i la violència. A continuació, Convex insereix una cinta de rentat de cervell Betamax al tors d'en Max. Sota la influència de Convex, Max mata els seus col·legues de CIVIC-TV. Intenta matar Bianca, que l'atura mostrant-li una cinta de vídeo de l'assassinat de Nicki al plató del Videodrome. Llavors Bianca "reprograma" Max per a la causa del seu pare: "Mort a Videodrome. Visca la nova carn". Sota les seves ordres, mata Harlan i Convex.
Ara buscat per assassinat, Max es refugia en un vaixell abandonat a les Port Lands. Aparèixer-li a la televisió, la Nicki li diu que ha debilitat Videodrome, però per derrotar-lo, ha de "deixar la vella carn" i ascendir al següent nivell. La televisió mostra una imatge de Max disparant-se al cap, cosa que fa que el plató exploti. Reproduint el que acaba de veure, Max pronuncia les paraules "Visca la nova carn" i es dispara.

## Repartiment
- James Woods com a Max Renn
- Debbie Harry com a Nicki Brand
- Sonja Smits com a Bianca O'Blivion
- Peter Dvorsky com a Harlan
- Leslie Carlson com a Barry Convex
- Jack Creley com el Dr. Brian O'Blivion
- Lynne Gorman com a Masha
- Julie Khaner com a Bridey James
- David Bolt com a Raphael
- Reiner Schwarz com a Moisès
- Lally Cadeau com a Rena King
- King Cosmos com a Brolley
- Harvey Chao com Shinji Kuraki
- David Tsubouchi com a Hiro Nakamura
- Kay Hawtrey com a matrona

## Producció

### Desenvolupament
La base de Videodrome prové de la infància de David Cronenberg. Cronenberg solia recollir senyals de televisió estatunidencs de Buffalo (Nova York), a última hora de la nit després que les emissores canadenques haguessin sortit de l'aire, i li preocupava poder veure alguna cosa inquietant no destinada al consum públic. Com va explicar Cronenberg, "Sempre m'han interessat les coses fosques i la fascinació d'altres persones per les coses fosques. A més, la idea que la gent es tanqui a si mateixa en una habitació i giri la clau d'un televisor perquè puguin veure alguna cosa extremadament fosca i, fent això, permeten explorar les seves fascinacions." Cronenberg va observar Marshall McLuhan, en qui es basava O'Blivion, i McLuhan després va ensenyar a la Universitat de Toronto mentre Cronenberg hi va assistir, tot i que mai va prendre cap de les classes de McLuhan.
La primera exploració de Cronenberg dels temes de la marca del sexe i la violència i els mitjans de comunicació que incideixen en la realitat de les persones va ser escriure un tractament titulat Network of Blood a principis dels anys setanta; la seva premissa era que un treballador d'una empresa de televisió independent (que es convertiria en Max Renn a Videodrome) va trobar sense voler, en paraules del cineasta, "una cadena de televisió privada subscrita per gent estranya i rica que estava disposada a pagar per veure coses fortes." Més tard va planejar que la història fos explicada des de la perspectiva en primera persona del personatge principal, mostrant una dualitat entre la bogeria que mira cap a les altres persones i com ell mateix percep una realitat diferent al seu cap. Conceptes similars a Network of Blood es van explorar més a fons en un episodi de 1977 de la sèrie de CBC Television Peep Show dirigit per Cronenberg, anomenat "The Victim". L'estació de ficció de la pel·lícula CIVIC-TV es va inspirar en l'estació de televisió de la vida real de Toronto CITY-TV, que era coneguda per emetre contingut pornogràfic i pel·lícules violentes al seu bloc de programació nocturna The Baby Blue Movie.
Victor Snolicki, Dick Schouten, i Pierre David de Vision 4, una empresa que s'aprofita de les polítiques de protecció fiscal del Canadà, van ajudar a Cronenberg en el finançament de la pel·lícula. Vision 4 es va dissoldre després de la mort de Schouten i es va reorganitzar en Filmplan International que va finançar Scanners. Solnicki, David i Claude Héroux van formar Filmplan II que va donar suport econòmic a Videodrome. Aquesta va ser l'última pel·lícula que Cronenberg va fer sota la política de protecció fiscal de cinema del Canadà.
L'augment de la reputació de Cronenberg va facilitar la producció dels seus projectes, cosa que va suposar un pressupost de 5,5 milions de dòlars de la pel·lícula, més interès d'estudis i productors i un nombre més gran d'actors interessats per seleccionar. Després de l'èxit de taquilla de Scanners, Cronenberg va rebutjar la possibilitat de dirigir El retorn del Jedi, sense haver tingut cap desig de dirigir material produït per altres cineastes. Cronenberg es va reunir amb David a Montreal per discutir idees per una nova pel·lícula, amb la primera presentant dues idees, una d'elles Videodrome.
Cronenberg va començar a escriure el primer esborrany de Videodrome el gener de 1981 i, com amb els primers esborranys dels projectes anteriors de Cronenberg, va incloure moltes parts que no apareixien al tall final per fer-la més acceptable per al públic; això incloïa que Renn tingués una granada explosiva com a mà després de tallar-li la pistola de carn durant una al·lucinació, Renn i Nicki es fonen, mitjançant un petó, en un objecte que després fon un espectador, i cinc personatges més, a més de Barry, també moren per culpa del càncer. Cronenberg admet que li preocupava que el projecte fos rebutjat per Filmplan a causa de l'excés de contingut violent d'un esborrany inicial, però es va aprovar, amb Claude Héroux fent broma que la pel·lícula obtindria una classificació triple X. Tot i que el talent per a la pel·lícula es va veure amb el primer esborrany, es van fer alteracions constantment des de la preproducció fins a la postproducció.
L'acumulació del repartiment i de l'equip va començar l'estiu de 1981 a Toronto, la majoria dels actors secundaris eren intèrprets locals de la ciutat. Els tres productors de Videodrome, David, Claude Héroux i Victor Solnicki, van suggerir James Woods per al paper de Max Renn; van intentar, sense èxit, adjuntar-lo a una altra pel·lícula que van produir, Models (1982). Woods era fan de Ràbia (1977) i Scanners, i va conèixer Cronenberg a Beverly Hills per al paper; A Cronenberg li va agradar el fet que Woods fos molt articulat en termes de treball, i Woods va apreciar l'estil estrany del cineasta a més de ser un "bon polèmic" amb "molt poder". Cronenberg va doblar a Woods a l'escena on Max es posa el casc del Videodrome perquè l'actor tenia por de ser electrocutat. La coprotagonista Debbie Harry va ser recomanada per David i Cronenberg la van triar després de veure-la dues vegades a Union City (1980) i una audició a Toronto. Ella mai havia tingut un paper tan important abans, i va dir que Woods, més experimentat, li va donar una sèrie de suggeriments útils.

### Rodatge
La pel·lícula es va rodar a Toronto del 27 d'octubre al 23 de desembre de 1981, amb un pressupost de 5.952.000 dòlars, amb el finançament procedent a parts iguals del Canadà i dels Estats Units. El 50% del pressupost de la pel·lícula prové d'Universal. La setmana inicial de rodatge es va dedicar a gravar diversos insercions de monitor. Aquests inclouen els monòlegs televisius del professor Brian O'Blivion, així com les escenes de tortura Videodrome i els programes de porno sou Samurai Dreams i Apollo & Dionysus. La càmera de vídeo utilitzada per a les escenes del monitor era un Hitachi SK-91. La fotografia de la pel·lícula va ser a càrrec de Mark Irwin, que es va sentir molt incòmode fent les escenes del monitor; tenia més experiència en la composició de plans per a càmeres de cinema normals que per a cintes de vídeo, no li agradaven els estàndards de la televisió plana d'il·luminació i color, i no podia compondre els seus plans en privat, ja que tot el grup de filmació mirava els monitors mentre s'estaven configurant les plans. Cronenberg va declarar que Videodrome va ser la primera vegada que va acomiadar un treballador de la tripulació a causa d'un incident entre una perruquera i Harry.
El curtmetratge Samurai Dreams es va rodar en mig dia sense cap àudio gravat en un local llogat a un estudi de Global TV a Toronto, i va durar cinc minuts més que el que va acabar el final de la pel·lícula.
Es van filmar tres finals diferents. El final utilitzat a la pel·lícula final, on Max es dispara a si mateix al vaixell abandonat, va ser idea de James Woods. Una de les intencions inicials del final era incloure un epíleg després del suïcidi, on Max, Bianca i Nicki apareixen al plató de Videodrome. Es mostra que Bianca i Nicki tenen escletxes al pit com en Max, de les quals sorgeixen òrgans sexuals grotescos i mutats. Un altre final presentava una orgia entre Bianca, Max i Nicki després que Max es disparés i es van dissenyar els òrgans sexuals per a l'escena, però Cronenberg va decidir eliminar l'escena.

### Efectes
Rick Baker, que va treballar en els efectes de Un home llop americà a Londres, va fer els efectes de la pel·lícula. Tanmateix, els seus sis mesos de preparació desitjats es van reduir a dos mesos i es van crear menys efectes a causa d'un pressupost reduït.
Una de les escenes retallades del guió mostrava que les cares d'en Max i la Nicki es fonien mentre es besaven i anaven per terra fins a la cama d'un espectador i el fonien.
Michael Lennick va exercir com a supervisor d'efectes de vídeo especials. Per crear els efectes de respiració del televisor amb el qual interactua Max, Frank C. Carere va utilitzar un compressor d'aire amb vàlvules connectades a un teclat de piano que ell mateix operava. La pantalla ondulada del televisor es va crear amb un projector de vídeo i una làmina de barrera bucal de goma. Baker va declarar que "sabia que necessitaríem un material flexible... primer vam provar amb un globus meteorològic, estirant-lo sobre un marc de la mida d'una pantalla de televisió i empènyer-hi una mà per veure com fer-ho, es va estirar, i després vam retroprojectar sobre ell." Les cassetes de vídeo Betamax es van utilitzar com a elements per inserir a la ranura de l'estómac de Max, perquè els cassets VHS eren massa grans per adaptar-se a la ferida abdominal falsa. A Woods li va semblarr incòmode l'escletxa de l'estómac, i després un llarg dia de portar-la, va dir: "Ja no sóc actor. Només sóc el portador de l'escletxa!" El concepte original de Baker per la pistola de carn de Max presentava ulls, boca i prepuci, que Cronenberg va trobar que era "massa gràfic". Els efectes del càncer causats per la pistola de carn de Max van passar per diverses proves, amb algunes proves que tenien la cara de la víctima distorsionada mitjançant l'ús de dissolvents, però Baker va decidir no fer-ho en saber que el seu mentor, Dick Smith, havia utilitzat recentment la mateixa tècnica  Spasms. Baker va decidir que els tumors de càncer esclatessin del cos de Barry Convex, amb la seva tripulació operant un maniquí sota el plató. Lennick va idear efectes com que la imatge del televisor Videodrome es distorsionés cada vegada que Max l'assotava mitjançant l'ús d'un dispositiu que va anomenar "Videodromer", i efectes d'error i contracció relacionats amb les visions de Max a través del casc del Videodrome, però aquests efectes es van descartar per problemes de pressupost i temps.

### Música
Una banda sonora va ser composta per a Videodrome per l'amic íntim de Cronenberg, Howard Shore. La partitura va ser composta per seguir el descens de Max Renn a les al·lucinacions de vídeo, començant amb música orquestral dramàtica que incorpora cada cop més, i finalment emfatitza, la instrumentació electrònica. Per aconseguir-ho, Shore va compondre la partitura sencera per a una orquestra abans de programar-la en un sintetitzador digital Synclavier II. La partitura representada, extreta del Synclavier II, es va gravar després tocant-la en tàndem amb una petita secció de cordes. El so resultant va ser un barreja subtil que sovint feia difícil saber quins sons eren reals i quins es sintetitzaven.
La banda sonora també va ser llançada en vinil per Varese Sarabande, i va ser reeditada en disc compacte el 1998. L'àlbum en si no és només una còpia directa de la partitura de Shore, sinó un remix. Shore va comentar que, tot i que hi havia petits problemes amb alguns dels números acústics, "en general crec que ho van fer molt bé".

### Muntatge
Cronenberg va afirmar que la primera projecció de prova d'un tall de 72-75 minuts de la pel·lícula va ser "la projecció més desastrosa que puguis imaginar". Ell i l'editor Ronald Sanders "pensaven que ho havíem muntat molt bé, però era totalment incomprensible que ni tan sols sapigueu que Max Renn treballava a Civic TV, jo ho hagués retallat totes les imatges que ho explicaven".
La MPAA va sol·licitar diverses edicions a la pel·lícula. Bob Remy, el cap d'Universal Pictures, també va suggerir eliminar l'escena de Samurai Dreams on es mostra el consolador. Cronenberg es va confondre amb el suggeriment de Remy, ja que "la MPAA ni tan sols em va demanar que tallés això. Per què em demana que talli això". Thom Mount va dir a Cronenberg que era degut a que Remy tenia "un problema amb les polles". La durada de la pel·lícula va ser de 87 minuts i 18 segons al Canadà i als Estats Units, però va ser de 15 segons més a la versió internacional.
Cronenberg va criticar les edicions que Universal Pictures va fer a la pel·lícula sense sol·licitud de la MPAA.

## Temes
Segons Tim Lucas, Videodrome tracta de "la impressió d'un món molt tecnològic en els nostres sentits humans; la fascinació i l'horror del sexe i la violència; i els límits de la realitat i la consciència."

## Estrena
David va aconseguir que Universal Pictures financés i distribuís la pel·lícula basant-se "en una descripció d'una pàgina", segons Cronenberg. Videodrome va ser distribuït per Universal Pictures al Canadà i als Estats Units, i per Les Films Mutuels al Quebec. Es va estrenar a sis-cents cinemes el 4 de febrer de 1983.
Cronenberg va declarar que Sidney Sheinberg es va penedir d'haver donat a la pel·lícula un ampli llançament en cinemes en lloc de tractar-la com una pel·lícula d'art. Segons Cronenberg, es van distribuir unes 900 còpies de la pel·lícula, i la pel·lícula només va estar als cinemes durant un curt període. Cronenberg va afirmar que Videodrome no era una venda d'explotació, ni una venda d'art. No sé què era."

## Recepció
La pel·lícula té una puntuació agregada del 80 % a Rotten Tomatoes, basada en 54 ressenyes, amb una puntuació mitjana de 7,4/10. El seu consens afirma: "Les reflexions de Videodrome sobre tecnologia, entreteniment i política són visualment audaces, desorientadores i senzillament fresques encara avui dia."S'ha descrit com una "pel·lícula tecno-surrealista pertorbadora" i "increïblement intensa, caòtica, surrealista indeleble, absolutament com res més".
Janet Maslin de The New York Times va remarcar la "innovació" de la pel·lícula i va elogiar l'actuació de Woods per tenir un "punt molt autèntic". Adam Smith d'Empire ' va donar a la pel·lícula 4 de 5 estrelles possibles, anomenant-la un "exemple perfecte" d’horror corporal.El personal de Variety va escriure que la pel·lícula "és més fascinant que distanciant", i va elogiar els "efectes visuals impressionants". Gary Arnold de The Washington Post va donar a la pel·lícula una crítica negativa, qualificant-la de "simultàniament sorprenent i avorrida".
C.J. Henderson va ressenyar Videodrome a The Space Gamer No. 63. Henderson va comentar que " Malgrat que Videodrome anava i venia més ràpid que Superman i la seva bala, no deixa de ser una pel·lícula excel·lent. És una pel·lícula de gènere de gran calibre, que planteja una sèrie de preguntes importants."
Christopher John va ressenyar Videodrome a Ares Magazine #14 i va comentar que "Com de costum, Cronenberg no ha donat cap cop de puny per fer arribar el seu missatge. La pel·lícula és ajustada i perfectament clara per a qualsevol que vulgui mirar la pantalla i pensar en el que està veient."
Trace Thurman de Bloody Disgusting la va enumerar com una de les vuit "pel·lícules de terror que estaven avançades al seu temps". També va ser seleccionada com una de les "23 pel·lícules més estranyes de tots els temps" per Total Film. Nick Schager d'Esquire va classificar la pel·lícula al número 10 de la seva llista de "les 50 millors pel·lícules de terror dels anys 80".

### Premis
La pel·lícula va guanyar diversos premis a la seva estrena. Al Festival Internacional de Cinema Fantàstic de Brussel·les de 1984, va empatar amb Bloodbath at the House of Death a la millor pel·lícula de ciència-ficció, i Mark Irwin va rebre de la CSC el premi a la millor fotografia en un llargmetratge. Videodrome també va ser nominada a vuit Premis Genie, i David Cronenberg va empatar amb A Christmas Story de Bob Clark com a Millor Assoliment a la Direcció.
Va ser el primer premi Genie que va guanyar Cronenberg.
Videodrome va ser nomenada la 89a pel·lícula més essencial de la història pel Festival Internacional de Cinema de Toronto.

## Mitjans domèstics
Videodrome es va estrenar en VHS i DVD a finals dels anys 90 per Universal Studios Home Entertainment, que també va estrenar la pel·lícula en LaserDisc.
La pel·lícula va ser llançada en DVD per the Criterion Collection el 31 d'agost de 2004, i la seva edició Blu-ray va ser llançada el 7 de desembre de 2010.El Blu-ray de Criterion inclou dues pistes de comentaris, una amb Cronenberg i el director de fotografia Mark Irwin, i l'altra amb els actors James Woods i Deborah Harry. Entre les altres característiques especials hi ha un documental titulat Forging the New Flesh; el vídeo soft-core Samurai Dreams; el curtmetratge del 2000 Camera; tres tràilers de Videodrome; i Fear on Film, que consisteixen en una entrevista amb Cronenberg, John Carpenter i John Landis, presentada per Mick Garris.
El 2015, Arrow Films va estrenar la pel·lícula en Blu-ray Regió B amb més funcions especials, com ara els curtmetratges de Cronenberg Transfer  (1966) i From the Drain (1967), així com els seus llargmetratges Stereo (1969) i  Crimes of the Future (1970).

## Novel·lació
Zebra Books va publicar una novel·lització de Videodrome juntament amb la pel·lícula l'any 1983. Tot i que es va acreditar a "Jack Martin", la novel·la va ser, de fet, obra del novel·lista de terror Dennis Etchison . Cronenberg hauria convidat Etchison a Toronto, on van discutir i va aclarir la història, permetent que la novel·la es mantingui el més a prop possible de les accions de la pel·lícula. Hi ha algunes diferències, però, com la inclusió de la "seqüència de la banyera", una escena mai rodada en la qual una televisió s'aixeca de la banyera de Max Renn com a El naixement de Venus de Sandro Botticelli. Aquest va ser el resultat del temps d'execució requerit per escriure el llibre, que va deixar Etchison treballant amb un esborrany del guió anterior al que s'utilitzava a la pel·lícula.